# Maestà di Santa Trinita (Offices)
Pour les articles homonymes, voir Maestà.
La Maestà di Santa Trinita (Vierge à l'Enfant au trône et les anges) est un tableau peint par Cimabue en tempera sur panneau de 385 × 223 cm, conservée au musée des Offices de Florence, visible et mise en regard dans la même salle  (salle no 2 dite  salle des Maestà), avec deux autres Maestà de référence : la Madone Rucellai de Duccio et la Vierge d'Ognissanti de Giotto.

## Historique
Le tableau fut peint par Cimabue pendant un temps de rémission de ses grandes peintures à fresque à la basilique Saint-François d'Assise. Revenu à Florence pour cette pause de 1280 à 1290, il fut commissionné par l'ordre monastique des Vallombrosains pour une des plus grandes églises de la ville, la Basilique Santa Trinita.
Au Quattrocento, le tableau fut déplacé du maître-autel de l'église de Santa Trinita, dans une chapelle de moindre importance  et ensuite dans l'infirmerie. 
En 1810, pendant la suppression napoléonienne  des couvents, il fut transféré à la Galerie de l'académie des beaux-arts et puis, en 1919, il rejoignit les Offices.

## Thème
Il s'agit d'une Maestà, un thème de l'iconographie de la peinture chrétienne de la Vierge à l'Enfant trônant en majesté, entourée d'anges, de saints et de prophètes.

## Composition
La Vierge assise sur le trône, porte l'Enfant dans ses bras et sur ses genoux. L'enfant  Jésus tient dans sa main gauche un rouleau. Il a deux doigts de sa main droite levés en signe de bénédiction. Ils sont entourés d'anges au nombre de huit, identiques, dupliqués, répartis à gauche et à droite.
Sous le trône architecturé des niches comportent des prophètes de l'Ancien Testament, deux au centre (David et Abraham), et ceux placés dans les niches extrêmes (Jérémie et Isaïe) ont le regard porté vers le couple central. Tous les autres personnages portent leurs regards vers le spectateur.
Tous les personnages portent une auréole, circulaire doré comme le fond du tableau.

## Analyse
Toutes les principes de la peinture byzantine sont exprimés dans ce tableau : fond doré, Vierge et l'Enfant symboliquement plus grands que les autres personnages, le trône symbolique lui aussi, mêle siège et architecture  (niches des prophètes placés plus bas, comme fondation). Les auréoles sont toutes identiques, circulaires quelle que soit l'orientation de la tête, car il faudra attendre la Vierge d'Ognissanti de Giotto pour que la perspective à point de fuite s'affirme dans le dessin du trône et celui des auréoles.
Les rangs des anges sont plus superposés que perspectifs et ils ne semblent pas différenciés (similitude et répétition et duplication des poses). Ils constituent néanmoins une foule plus humaine que les anges isolés, flottant dans les airs, de la Madonne Rucellai de Duccio.